# Gerald FitzGerald, III conde de Desmond
Gerald FitzMaurice Fitzgerald (1335-1398), también conocido en gaélico como Gearóid Iarla (conde Gerald), fue el III conde de Desmond, en Irlanda suroccidental, bajo la primera creación del título, y miembro de la dinastía Hiberno-Normanda de los Fitzgerald, o Geraldines. Era hijo de Maurice Fitzgerald, I conde de Desmond, y su tercera mujer Aveline (Eleanor), hija de Nicholas FitzMaurice, III Lord de Kerry. Era hermanastro de Maurice Fitzgerald, II conde de Desmond.
Maurice FitzGerald, II conde de Desmond, habría sido suceddo por el hermano mayor de Gerald, Nicholas, pero Nicholas ha sido descrito como "un idiota", por lo que no recibió el título de conde.

Irlanda normanda, mostrando el Condado de Desmond al suroeste.

## Vida
En 1356 fue llevado a Inglaterra como rehén para asegurar el buen comportamiento de su padre, pero cuando su padre murió ese año mismo, fue rápidamente liberado. Tres años más tarde, sucedió a su hermano Maurice, que había muerto sin heredero varón, y se convirtió en el III conde de Desmond.
Eduardo III confirmó a Gerald en sus propiedades en Munster, siempre que se casara con Eleanor Butler, hija del Justiciar, James Butler, II conde de Ormond. Así lo hizo Gerald, pero no hizo la paz con Ormond, ni adoptó las costumbres y usos ingleses como se esperaba.

## Carrera
Según Alfred Webb:
"[Fue] apodado 'Gerald el Poeta', [y] sucedió a las propiedades y honores de la familia. Casó, por orden del Rey, con Eleanor, hija de James, II conde de Ormond, que aportó su parte en la baronía de Inchiquin en Imokelly. Gerald fue Lord Justicia de Irlanda, 1367. En 1398 desapareció y se fabula con que vive bajo las aguas de Lough Gur, cerca de Kilmallock, en cuyas orillas aparece una vez cada siete años. Sobreviven fragmentos de poesía Anglo-Normanda atribuidas a él, conocidas como Proverbios del Conde de Desmond."
Duanaire Ghearóid Iarla (‘'El Poema-Libro del conde Gerald'') está preservado en un manuscrito del siglo XV, el Libro de Fermoy. Además, nueve de sus poemas están preservados en el Libro del Decano de Lismore. Duanaire Ghearóid Iarla fue publicado por Gearóid Mac Niocaill en Studia Hibernica 3 (1963): 7-59.
En 1367 Desmond fue nombrado Lord Justicia de Irlanda, pero fue pronto reemplazado por Sir William de Windsor. En 1370 Brian O'Brien de Thomond expulsó a su primo Turlough. Desmond intentó restablecerle. Brian marchó sobre Limerick, y derrotó a Desmond, quemó la ciudad y las tierras de Desmond y le encarceló.
Mientras en prisión, Gerald escribió poesía en irlandés, destacando el poema Mairg adeir olc ris na mnáibh. También un poeta cumplido en francés Normando, Gerald fue instrumental en el uso de la lengua irlandesa por parte de los Geraldines de Desmond .

## En leyenda

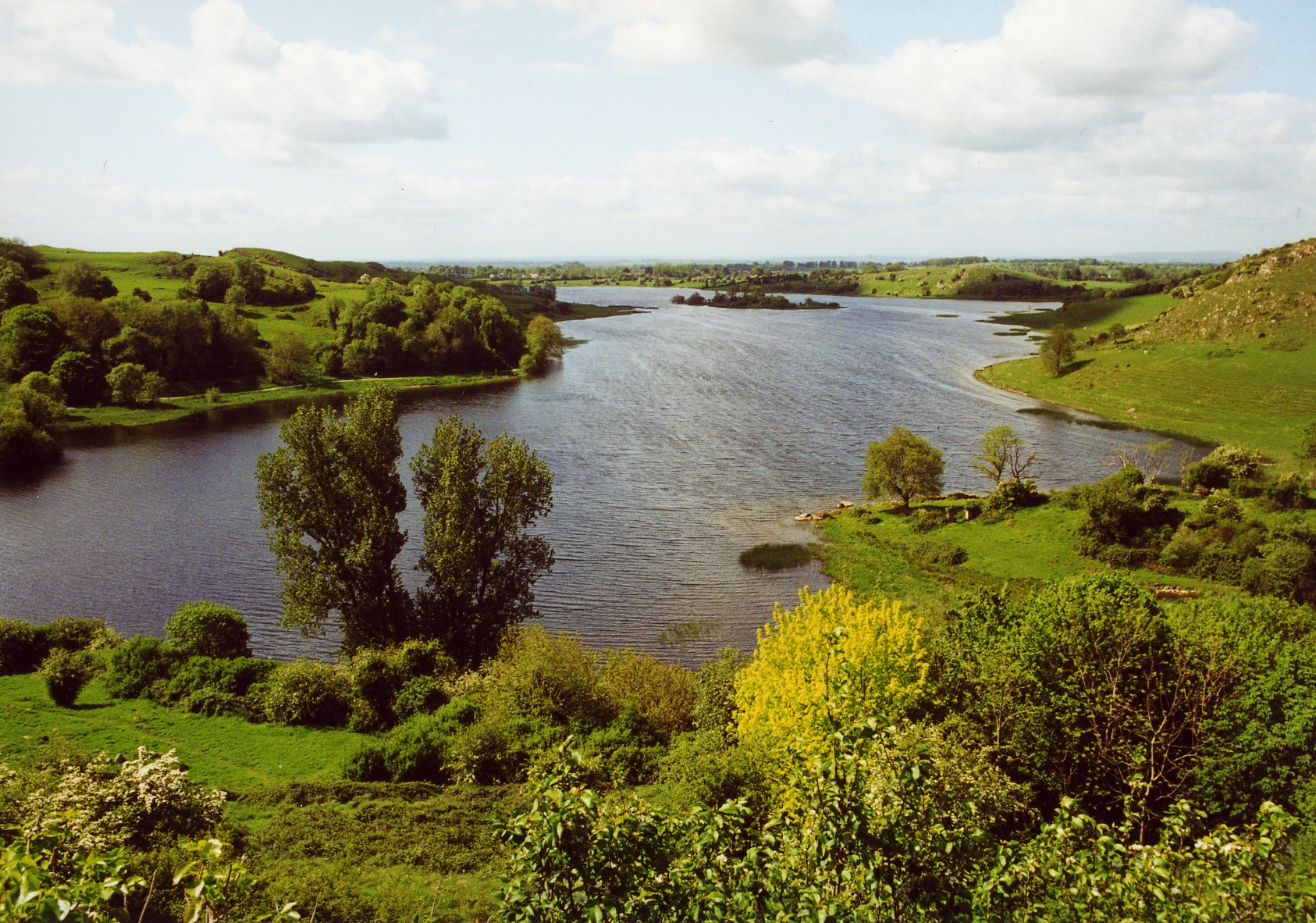
Lough Gur, debajo cuál el Conde Gerald estuvo dicho para dormir.

En la leyenda, Gerald tuvo una relación romántica con o violó a la diosa Áine, una leyenda construida a partir de una leyenda Celta preexistente sobre el Rey de Munster, Ailill Aulom violando esta deidad, actualizando la misma con tópicos extraídos de la poesía cortesana francófona de la Europa Continental, en particular eldel hombre que cae enamorado de un cisne virginal. La relación de los Geraldine de su asociación con Áine es propia de la gaelización de la familia.
Después de su desaparición en 1398, surgió otra leyenda sobre que Gerald duerme en una cueva junto a (o bajo) Lough Gur, y algún día despertará y montará en un caballo de plata para gobernar otra vez en Desmond, – una de las muchas versiones sobre el mito del rey en la montaña.

## Matrimonio y descendencia
En 1359 Gerald se casó con Eleanor (o Ellen) Butler, hija de James Butler, II conde de Ormond. Murió en 1404. Tuvieron cuatro hijos:
1. John FitzGerald, IV conde de Desmond.
2. Maurice Fitzgerald.
3. James FitzGerald, VI conde de Desmond, 'El Usurpador'.
4. Robert Fitzgerald de Adair.

Y dos hijas:
1. Joan, casada con Maurice FitzJohn, Lord de Kerry.
2. Catherine, casada con John FitzThomas.